# Živena
Živena, spolok slovenských žien je nejstarší ženský spolek na Slovensku. Byl založen roku 1869 v tehdejším Turčianském Svätém Martine. V současnosti funguje jako občanské sdružení, jehož proklamovaným 
posláním je přispívat k národnímu, duchovnímu a hmotnému rozvoji Slovenska se zřetelem na zlepšení společenského postavení žen a rodin. Od roku 2022 je předsedkyní Živeny Alena Heribanová.

## Historie

### Od založení do vzniku ČSR

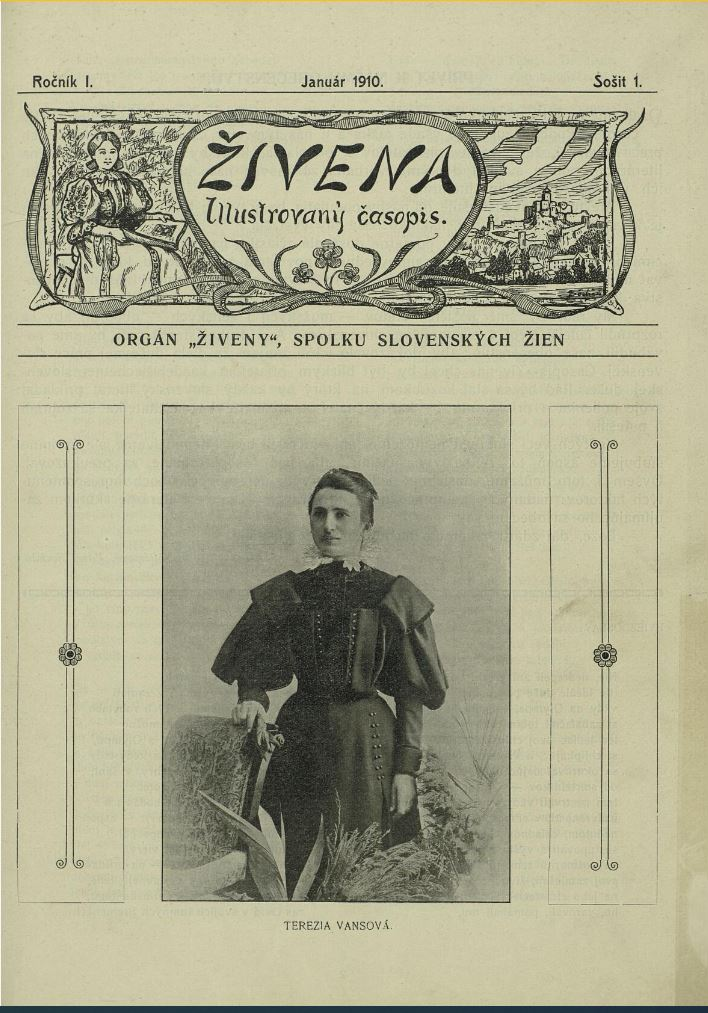
Titulní strana prvního vydání časopisu Živena

Původní iniciativa vzešla od převážně luteránských národoveckých intelektuálů a členů Matice slovenské, kteří cítili potřebu zapojit ženy do svého boje za slovenské sebeurčení. Ambro Pietor, Viliam Pauliny-Tóth, Martin Čulen a Mikuláš Štefan Ferienčík zveřejnili v novinách výzvu veřejnosti a zorganizovali ustanovující shromáždění spolku. Cílem sdružení mělo být vzdělávání slovenských žen v oblasti financí, vaření, výchovy dětí a kultury. Ustanovující shromáždění spolku Živena, vedené Pauliny-Tóthem, se uskutečnilo 4. srpna 1869 v Martině a bylo součástí matičných slavností. Zakládajícími členkami bylo 73 žen a první předsedkyní se stala Anna Pivková.
Po zákazu Matice slovenské uherskými úřady roku 1875 byla Živena jedinou zbývající slovenskou vzdělávací organizací. Členové spolku se z tohoto důvodu pokusili zlepšit úroveň vzdělávání slovenských žen, jejich návrhy na zřízení dívčího ústavu a školy však byly opakovaně zamítány. Spolek se proto začal věnovat jiným aktivitám; začal vycházet Almanach Živeny, Letopisy Živeny (v rámci redakce Svetozára Hurbana-Vajanského), první ženský časopis Dennica (založený Terézií Vansovou) a od roku 1910 literární spolkový časopis Živena (iniciovaný Elenou Maróthy-Šoltésovou). Dále se spolek angažoval v rámci ochotnických divadel, uspořádal také řadu úspěšných výstav slovenské lidové kultury, zabýval se sběrem a uchováváním slovenských krojů a písní a propagací a prezentaci domácích prací žen, zejména výšivek.
Někteří hlavní představitelé národoveckých sil na Slovensku, například Hurban-Vajanský, byli proti feministickým myšlenkám a účasti žen ve veřejném životě obecně, a dařilo se jim svým vlivem bránit rozšiřování Živeny.
V roce 1894 se novou předsedkyní stala spisovatelka Elena Maróthy-Šoltésová, pod jejímž vedením organizace zažila své nejúspěšnější období.

### Zlatá éra (1918–1938)
V Martině organizace založila první vlastní školu (1919) a v roce 1922 první jesle na území Slovenska. V roce 1927 Živena zřídila v Prešově školu pro „ženská povolání“.
Maróthy-Šoltesová se spolu s dalšími významnými členkami Živeny snažila prosazovat své ideje křesťanského feminismu. Dosah jejích myšlenek byl však malý, jelikož dokázala oslovit především vzdělané ženy z měst. Na venkově byl spolek Živena neznámý.
V roce 1927 Maróthy-Šoltésovou vystřídala ve funkci předsedkyně Anna Halašová.

### Zánik Živeny (1938–1955)
V době fašistického Slovenského štátu musela Živena zredukovat svůj původní program. Vláda odmítala feministické myšlenky a dokonce žádala, aby se Živena přejmenovala na „Spolok evanjelických žien“. Členky Živeny byly aktivní během Slovenského národního povstání – organizovaly sbírky, pečovaly o nemocné a raněné a mnohé i bojovaly v horách.
V roce 1945 Halašovou vystřídala ve funkci předsedkyně ochotnická herečka a režisérka Mária Pietrová.
Živena byla násilně rozpuštěna v roce 1955 a jméno bývalého sdružení bylo použito jako název pro vydavatelství Socialistického svazu žen.

### Obnovení činnosti (1990–)
Živena obnovila svou činnost po Sametové revoluci roku 1990. Její první předsedkyně Hana Zelinová vedla organizaci jen 3 roky kvůli svému rozhodnutí kandidovat do parlamentu. Zelinová a její nástupkyně Zora Breierová usilovně pracovaly na obnovení původních tradic organizace. Zásadní roli v jejich úsilí sehrál Jozef Kubík, člen Matice slovenské a Živeny, který uchovával dokumenty původní organizace po jejím rozpuštění.
V roce 2013 Breierovou vystřídala herečka, politička a diplomatka Magdaléna Vášáryová. Do roku 2019 se počet členů Živeny rozrostl na zhruba 1 000.
V roce 2022 byla novou předsedkyní Živeny zvolena spisovatelka a moderátorka Alena Heribanová.

## Předsedkyně
- 1869–1894 Anna Pivková
- 1894–1927 Elena Maróthy-Šoltésová
- 1927–1945 Anna Halašová
- 1945–1948 Mária Pietrová
- 1990–1993 Hana Zelinová
- 1993–2013 Zora Breierová
- 2013–2022 Magdaléna Vášáryová
- 2022– Alena Heribanová